# Associazione Calcio Gallaratese 1933-1934
Questa voce raccoglie le informazioni riguardanti l'Associazione Calcio Gallaratese nelle competizioni ufficiali della stagione 1933-1934.

## Rosa
| N. |                   | Ruolo | Calciatore            |
| -- | ----------------- | ----- | --------------------- |
|    | Italia (bandiera) | A     | Teodoro Badà          |
|    | Italia (bandiera) | D     | Piero Bertelli        |
|    | Italia (bandiera) | P     | Domenico Bonzi        |
|    | Italia (bandiera) | P     | Aristide Bossi        |
|    | Italia (bandiera) | P     | Ugo Bottini           |
|    | Italia (bandiera) | A     | Giuseppe Buelli       |
|    | Italia (bandiera) | A     | Giuseppe Chierichetti |
|    | Italia (bandiera) | D     | Fabio Del Bianco      |
|    | Italia (bandiera) | A     | Carlo Ferrerio        |
|    | Italia (bandiera) | A     | Agostino Gallazzi     |
|    | Italia (bandiera) | A     | Camillo Giuliani      |
|    | Italia (bandiera) | D     | Ercole Landoni        |

| N. |                   | Ruolo | Calciatore          |
| -- | ----------------- | ----- | ------------------- |
|    | Italia (bandiera) | A     | Attilio Leva        |
|    | Italia (bandiera) | C     | Augusto Mazzoleni   |
|    | Italia (bandiera) | C     | Luigi Milani        |
|    | Italia (bandiera) | A     | Serafino Minoli     |
|    | Italia (bandiera) | C     | Carlo Morosi        |
|    | Italia (bandiera) | A     | Guido Perina        |
|    | Italia (bandiera) | A     | Prada               |
|    | Italia (bandiera) | A     | Bruno Puricelli     |
|    | Italia (bandiera) | C     | Scandroglio         |
|    | Italia (bandiera) | D     | Angelo Simontacchi  |
|    | Italia (bandiera) | A     | Piero Giovanni Toia |
|    | Italia (bandiera) | P     | Giulio Zaro         |

## Arrivi e partenze
| Acquisti | Acquisti           | Acquisti   | Acquisti   |
| R.       | Nome               | da         | Modalità   |
| -------- | ------------------ | ---------- | ---------- |
| A        | Giuseppe Buelli    | Atalanta   | definitivo |
| D        | Ercole Landoni     | Pro Patria | definitivo |
| A        | Angelo Simontacchi | Lonate     | definitivo |
| ?        | Secondo Tessiora   | Saronno    | definitivo |

| Cessioni | Cessioni | Cessioni | Cessioni |
| R.       | Nome     | a        | Modalità |
| -------- | -------- | -------- | -------- |